# Антигва и Барбуда на Летњим олимпијским играма 2016.
Антигва и Барбуда је учествовала на Олимпијским играма 2016. одржаним у Рију де Женеиру, од 5. до 21. августа. Ово је било десето учешће Антигве и Барбуде на олимпијским играма.
Делегацију Антигве и Барбуде на овим играма чинило је 9 спортиста (7 мушкараца и 2 жене) који су се такмичили у 2 спорта.
Националну заставу на дефилеу током свечаног отварања игара 5. августа носио је трећи пут атлетичар Данијел Бејли.
И после ових Игара Антигва и Барбуда је остала у групи земаља које никад нису освајале олимпијске медаље.

## Учесници по дисциплинама
| Спорт      | Мушкарци | Жене | Укупно |
| ---------- | -------- | ---- | ------ |
| Атлетика   | 6        | 1    | 7      |
| Пливање    | 1        | 1    | 2      |
| Укупно (2) | 7        | 2    | 9      |

## Резултати

### Атлетика
Мушкарци
| Атлетичар                                     | Дисциплина | Лични рекорд | Предтакмичење | Предтакмичење | Група          | Група          | Полуфинале     | Полуфинале     | Финале             | Финале         | Детаљи |
| Атлетичар                                     | Дисциплина | Лични рекорд | Резултат      | Место         | Резултат       | Место          | Резултат       | Место          | Резултат           | Место          | Детаљи |
| --------------------------------------------- | ---------- | ------------ | ------------- | ------------- | -------------- | -------------- | -------------- | -------------- | ------------------ | -------------- | ------ |
| Данијел Бејли                                 | 100 м      | 9,91 НР      | слободан      | слободан      | 10,20          | 2 у гр. 2 КВ   | Није стартовао | Није стартовао | Није стартовао     | Није стартовао |        |
| Сеџај Грин                                    | 100 м      | 10,01        | слободан      | слободан      | 10,20          | 4 у гр. 5 кв   | 10,13          | 7, у пф. 2     | Није се пласирао   | 18. / 82 (84)  |        |
| Мигел Франсис                                 | 200 м      | 19,67 НР     |               |               | Није стартовао | Није стартовао | Није стартовао | Није стартовао | Није стартовао     | Није стартовао |        |
| Чавон Волш Сеџај Грин Џаред Џарвис Тахир Волш | 4 х 100 м  | 38,01 НР     |               |               | 38,44 НРС      | 6 у гр. 1      |                |                | Нису се опласирали | 12. / 15 (16)  |        |

Жене
| Атлетичарка      | Дисциплина | Лични рекорд | Квалификације | Квалификације | Финале                | Финале        | Детаљи |
| Атлетичарка      | Дисциплина | Лични рекорд | Резултат      | Место         | Резултат              | Место         | Детаљи |
| ---------------- | ---------- | ------------ | ------------- | ------------- | --------------------- | ------------- | ------ |
| Присила Фредерик | скок увис  | 9,91 НР      | 1,89          | 14 у гр. А    | Није се квалификовала | 28. / 35 (36) |        |

### Пливање
Мушкарци
| Пливач            | Дисциплина     | Група   | Група      | Полуфинале           | Полуфинале           | Финале               | Финале        | Детаљи                                     |
| Пливач            | Дисциплина     | Време   | Пласман    | Време                | Пласман              | Време                | Пласман       | Детаљи                                     |
| ----------------- | -------------- | ------- | ---------- | -------------------- | -------------------- | -------------------- | ------------- | ------------------------------------------ |
| Ноа Масколл-Гомес | 200 м слободно | 1:53,16 | 5. у гр. 1 | Није се квалификовао | Није се квалификовао | Није се квалификовао | 44. / 47 (48) | Архивирано на веб-сајту (10. октобар 2016) |

Жене
| Пливачица      | Дисциплина    | Група | Група     | Полуфинале            | Полуфинале            | Финале                | Финале        | Детаљи                                       |
| Пливачица      | Дисциплина    | Време | Пласман   | Време                 | Пласман               | Време                 | Пласман       | Детаљи                                       |
| -------------- | ------------- | ----- | --------- | --------------------- | --------------------- | --------------------- | ------------- | -------------------------------------------- |
| Самата Робертс | 50 м слободно | 27.95 | 3. у гр 5 | Није се квалификовала | Није се квалификовала | Није се квалификовала | 57. / 88 (91) | Архивирано на веб-сајту (22. септембар 2016) |